# Tito Álvarez
Tito Álvarez , de nombre de nacimiento «José María González Álvarez» (18 de octubre de 1916 - 25 de septiembre del 2002) fue un fotógrafo cubano.
En 1940 comenzó estudios de Solfeo en el Consevatorio de La Habana y hasta 1961 trabajó como cantante en radio y televisión. Sin embargo, su interés por la fotografía le permitió aprenderla en el «Club Fotográfico de Cuba» al que se afilió en 1950, posteriormente perfeccionó su técnica al realizar un curso de «Composición fotográfica» con Nicolás Haas y a partir de 1962 se dedicó profesionalmente a la fotografía.
Su trabajo fotográfico comenzó relacionándose con el mundo de la música, en el que había participado como cantante de boleros, ofreciendo sus servicios en la «Empresa de grabaciones disqueras». Entre 1963 y 1978 estuvo trabajando para el Ministerio de Cultura de Cuba, entrando ese año a formar parte de la redacción de la revista Revolución y Cultura hasta 1997. 
Su obra ha estado expuesta en numerosos países por todo el mundo, entre las exposiciones realizadas puede destacarse Hecho en Latinoamérica en Venecia y Soirée Latinoamericaine en Arlés en 1979 y Fotografie Lateinamerika en Zúrich en 1981. Se trata de una fotografía humanista centrada en la forma de vivir de la gente, así su trabajo más conocido se llama Gente de mi barrio. Recibió el premio Olórum del «Fondo Cubano de la Imagen Fotográfica» por su trabajo a lo largo de su vida.